# 播磨道交法
播磨道交法（はりまどうこうほう）とは、兵庫県播磨地域における道路交通マナーおよび道路交通ローカルルールを、神戸新聞社が自紙読者投稿欄の連載上で分析したうえで法律的文体でまとめ、『神戸新聞』に掲載した文章である。また、そのローカルルール自体を指す名称でもあり、播磨ルールや姫路ルールとも呼ばれる。

## 概要
2003年7月上旬、『神戸新聞』の読者参加型連載「トークステージ」において兵庫県播州地方における道路交通マナー　特に道路交通法を軽視してローカルルールを優先させる傾向があることが話題になり、これに関する投稿が神戸新聞社に多数寄せられた。神戸新聞社の編集部がこれを「道路交通法」をもじったような法律的文体にまとめ、2003年7月8日に“播磨道交法”と題して同紙朝刊へ掲載したものである。

## 内容
附則を含めて全3章10条からなる、法律的文体の文章である。
第一章は交差点の通行に関するローカルルールである。本則の道路交通法において、右折車は直進車・左折車の通行を妨げてはならないことになっているが、ローカルルールではこれが無視されている（進行方向に関係無く、先に交差点へ進入した車が優先）ことを“条文”が示唆している。そのほか、右折車や自転車・歩行者の信号無視も指摘している。
第二章は横断歩道の渡り方や車の車線変更に関するローカルルールである。信号機のない横断歩道は歩行者に優先権があるが、これがまったく守られていない（歩行者が渡っている途中でも、通行可能な隙間があれば通過する）ことに触れられている。また車線変更における割り込みの頻発や、方向指示器を直前まで作動させないことも指摘している。
第三章は「附則」と題して、路線バスの発進妨害や警音器の濫用（道を空けさせる目的での使用）について触れられている。

## 連載経緯
『神戸新聞』2003年7月1日朝刊「トークステージ」において姫路ナンバーの交通マナーが、和泉ナンバーと同等の悪評であり、現地ドライバー同士の会話やインターネット上でやり玉に挙げられること、および事故統計上では姫路ナンバーと神戸ナンバーに差はないとする議論提起がなされ、読者投稿を募った。
これに対する読者の反響は大きく、「トークステージ」編集部には多数の投稿が寄せられた。7月8日には“播磨道交法”原文が掲載されると同時に、播磨地域ローカルルールに詳しい交通関係者として、国土交通省姫路河川国道事務所工務第二課長の見解が掲載された。
「播州地区は国道2号姫路バイパスに代表されるように交通量が多く、一方で公共交通機関が未発達であること、および各道路の交通容量が限られていることから、限られた交通容量を活用するため、地域の利用者が車間距離を詰めたまま高速走行するようになり、これが“播磨道交法”を生み出した」との見解である。
そのほか、姫路市は松本市や松山市、甲府市などと同様に城下町から発展した都市であり道の狭い交差点が多く、右折車で渋滞しやすい道路事情もある。
なお、“播磨道交法”原文が掲載されてからも読者の反響は引き続き大きく、同編集部には連載最終回の7月15日まで、投稿が多数寄せられていた。